# Radikalizace
Radikalizace je proces, při kterém jedinec nebo skupina přijímá stále radikálnější, vyhrocenější názory a postoje oponující běžnému chápání politických, sociálních nebo náboženských otázek (představujícímu status quo). Nese tak s sebou odmítání kompromisů, omezení tolerance, a tedy konfliktní potenciál (nesnášenlivost, nepřátelství). 
Radikalizace může být jak násilná, tak nenásilná, většina odborné literatury se ovšem zaměřuje na radikalizaci násilnou, která často přechází do extremismu.
Radikalizace představuje ze sociologického hlediska určitou past, do které když se jedinec dostane, není schopen zapojit se do neradikální společnosti a najít jiné místo, kde by mohl ukojit své hmotné a duchovní potřeby.

## Historie
Pojem radikální se začal používat v politologii koncem 18. století[zdroj?] pro označení zastánců nekompromisních a zásadních změn v chodu státu či ve společenském systému. Radikalismus jako program historicky začal ve Spojeném království, kde se objevily požadavky na radikální reformu volebního systému za účelem rozšíření volebního práva. Pojem radikalizace se začal používat od 19. století také ve Francii a je spjat s tvorbou francouzských politických stran po pádu Druhého císařství.
Termín radikalizace se od 70. let 20. století snažil postihnout interakci mezi sociálními hnutími a státem a zároveň postupnou eskalaci společenského násilí. V tomto pojetí radikalizace bylo odkazováno k dynamice společenského násilí. Radikalizaci lze tak chápat jako „proces vedoucí k zvyšování použití politického násilí, na pozadí proměny hodnot a vnímání sociálních skupin směrem k výrazné politické polarizaci, artikulaci a prosazování radikálních zájmů ve společnosti“.
Radikalizace je proces, v němž člověk nebo skupina přijímá vyhrocené politické, náboženské či sociální názory a cíle. Radikalizovat se může nejen menšina, ale i jedinec, skupina i celá společnost. K radikalizaci společnosti mohou přispívat společenské konflikty a napětí, ale také populistické strany, využívající chudoby a sociální nejistoty k získání moci cestou planých slibů rychlého řešení všech konkrétních problémů. Proti sobě stojící skupiny a programy se často radikalizují vzájemně, například jako pravicový a levicový radikalismus. Tak v souvislosti s teroristickými útoky v Evropě získávají podporu a radikalizují se také protiislámská politická hnutí, například PEGIDA v Německu nebo Blok proti islámu v České republice.

## Spouštěče radikalizace
Alex P. Schmid podotýká, že na akademické půdě se pojem radikalizace objevil až po teroristických útocích v Madridu v roce 2004 a v Londýně o rok později. Principy radikalizace jsou však na akademické půdě v rámci témat jako extremismus a terorismus již dlouhodobě reflektovány. Studie ukazují, že celý sociálně patologický jev je ovlivněn mnoha sociálními a ekonomickými faktory působícími na jedince i celou společnost. Dobrým příkladem je stav, kdy je jedinec příslušníkem menšiny, která se cítí utlačována většinovou společnosti, což se stane spouštěčem tzv. reaktivní radikalizace.
Od teroristického útoku na World Trade Center 11. září 2001 některé evropské země zavedly opatření, která omezovala vnější projevy muslimské víry. V zemích EU se mluví o zákazu typických oděvů muslimek, burek a různých druhů šátků. Od 15. března 2004 platí ve Francii zákon o zákazu nápadných náboženských symbolů. V roce 2009 Švýcaři přikročili k zákazu výstavby minaretů. Nevole a odpor k těmto opatřením mohou vést k reaktivní radikalizaci, neboli radikalizaci způsobené útiskem ze strany vlády nebo obyvatelstva v zemi, ve které se (v tomto případě muslimská) komunita nachází.
Stejně tak se může zradikalizovat jakákoliv jiná společenská minorita. Častým tématem v České republice je stigmatizace Romů ve školství a na pracovních úřadech. Děti z romských rodin jsou často umisťovány do zvláštních škol, přestože nejsou méně inteligentní, než ostatní děti většinového etnika. Některé menšinové komunity se mohou zradikalizovat i vlivem určité historické křivdy. Příkladem může být činnost Čečenské teroristické skupiny Černé vdovy, která získává členy skrze nenávist k Rusům za válečné zločiny, kterých se na Čečencích dopustili během první a druhé Rusko – Čečenské války v devadesátých letech 20. století až do roku 2009.

## Definice radikalizace v různých zemích světa

### Spojené království
Ve Spojeném království je radikalizace definována jako “proces, kterým se jedinec dostává k podpoře terorismu a násilného extremismu a v některých případech se stane členem teroristické skupiny.” Britští politikové sice konstatují, že žádné konkrétní opatření radikalizaci ve Spojeném království nezmírní a jediný způsob jak s radikalizací bojovat je pokusit se začlenit ohrožené skupiny do společnosti, např. pomoci najít mladým lidem práci, co nejlépe integrovat imigranty do společnosti a efektivně znovuzačlenit bývalé vězně do společnosti.

### Kanada
Královská kanadská jízdní policie definuje radikalizaci jako “proces, kdy jsou jedinci - většinou mladí lidé - vystaveni zjevně ideologickým poselstvím a názorovým systémům, které podněcují hnutí od umírněných názorů k těm extrémním. Radikální smýšlení není problematické jako takové, pro bezpečnost národa se stává hrozbou tehdy, když se občan nebo obyvatel Kanady  zapojí do násilností, aby propagoval politický, ideologický nebo náboženský extremismus.

### Dánsko
V Dánsku je radikalizace definována tímto způsobem: “proces, ve kterém jedinec ve stále narůstající míře souhlasí s použitím nedemokratických nebo násilných prostředků, například terorismus, aby dosáhl určitých politických či ideologických cílů.

## Islamistická radikalizace
Islamistická radikalizace je v Německu vymezována jako komplexní proces socializace, který je vlastní islamistickým představitelům. Tento proces má sociální a ideologickou rovinu, protože pod vlivem islamistické ideologie dochází k různě intenzivní integraci do subkulturních skupin s tím, že tento proces předpokládá zřeknutí se německé většinové společnosti, jejích hodnot a pravidel, což je základní poselství islamistické ideologie. „Pod vlivem islamistických představitelů mohou narůstat individuální negativní postoje k německé společnosti v rámci ideologického odmítání sekulárních a demokratických institucí státu a sociálních pravidel chování, přičemž zpolitizovaný proces může vyústit v aktivní zapojení se do extremistických organizací.“ Islámský extremismus usiluje právě o nastolení nebo udržení nedemokratického režimu, jenž svou legitimitu aspoň částečně odvozuje od vazby na islám, a používá přitom násilných i nenásilných metod.

## Radikalizace a internet
Internet velmi zjednodušil přístup k radikalizaci. V případě Anderse Breivika internet hrál zásadní roli. Breivik využíval internet jako hlavní komunikační kanál, získával z něj informace a zároveň projevoval svůj názor ve veřejných diskusích. Internet mu také umožnil jednoduchou cestu k návodům jak sestrojit bombu.
Sociální sítě užíval k propagačním účelům a k rozhovorům s podobně radikálně smýšlejícími lidmi jako je on sám. Vzhledem k nekontrolovanosti internetu je totiž velmi jednoduché zapojit se do radikálně či extrémisticky smýšlejících fór nebo dokonce také do financování různých teroristických skupin.

## Mylné představy

### Chudoba
Názor na chudobu, jako hlavní spouštěč radikalizace je chybný. Přesto, že může chudoba přispět ke vstupu jedince do skupiny s radikálními tendencemi, není přímým faktorem radikalizace. Ani ze statistik není prokázané přímé spojení mezi chudobou a radikalizací. Mnoho teroristů pochází ze středních vrstev a mají univerzitní vzdělání, často technického zaměření.

### Duševní nemoci
Přesto, že hraje psychologie osobnosti v procesu radikalizace důležitou roli, duševní onemocnění není hlavní příčinou ideologické radikalizace či konkrétně terorismu. Ani v sebevražedném terorismu se poruchy jako schizofrenie či sociopatie neobjevují.

## Záměny
Radikalizace se často chybně[zdroj?] zaměňuje za různé formy extremismu (terorismus). Extremisté a teroristé jsou sice radikální, ale navíc propagují nenávist a fyzické násilí a jsou ochotni k útlaku určitých skupin použít hrubé síly a jiných násilných prostředků. Radikalizace jako taková je tedy spíše varovným projevem nálad ve společnosti,[zdroj?] které mohou identifikovat skupiny, jejichž vymezování proti jiným skupinám hrozí přerůst v extremismus.